# Alaus oculatus
Alaus oculatus (denominado popularmente, em inglês, Eyed elater ou Eastern eyed click beetle; com a denominação Click beetle dada para os integrantes desta família) é um inseto da ordem Coleoptera e da família Elateridae; um besouro cujo habitat se estende aos territórios da região leste dos Estados Unidos, de Quebec, uma província do Canadá, para a Flórida, e no oeste do Texas e Dakota do Sul, em particular em locais com madeira em decomposição de florestas decíduas temperadas e pinheirais. Foi classificado por Carolus Linnaeus no ano de 1758.

## Descrição
Alaus oculatus pode atingir um comprimento de cerca de 4.5 centímetros. Possui um corpo alongado, de cor preta, com élitros estriados e manchados com escamas brancas. Os ocelos representados no seu pronoto são uma adaptação de defesa projetada para confundir ou assustar potenciais predadores. Como todos os "besouros de clique" (família Elateridae), Alaus oculatus  também é capaz de catapultar-se de repente para fora de perigo, liberando a energia armazenada por um mecanismo de clique, que consiste em uma espinha robusta no prosterno e um sulco correspondente no mesosterno.

## Ciclo de vida
Os ovos são colocados no solo. As larvas são predadoras de larvas de besouros que alimentam-se em madeira decomposta, especialmente os Cerambycidae. Também se alimentam de sementes, raízes e pequenos talos subterrâneos de plantas.

## Dieta dos adultos e larvas
A dieta dos adultos consiste em néctar de plantas. A dieta das larvas consiste em larvas e brocas-de-madeira, além de substâncias de origem vegetal.